# Markus Steinhöfer
Markus Steinhöfer és un exfutbolista alemany. Va començar com a futbolista al DSC Weißenburg. Conclogué la seva carrera professional a l'estiu del 2018 en fitxar pel club amateur VfB Eichstätt.